# 2018年米朝首脳会談
2018年米朝首脳会談（2018ねんべいちょうしゅのうかいだん、英語：2018 Koreas–United States Singapore summit、朝鮮語：2018년 북미정상회담）は、2018年6月12日にシンガポールで開催されたアメリカのドナルド・トランプ大統領と北朝鮮の金正恩朝鮮労働党委員長・国務委員会委員長による史上初の首脳会談。

## 経緯
2018年3月5日に韓国の文在寅大統領から派遣された特別使節団の団長として北朝鮮を訪問した韓国の鄭義溶国家安全保障室長は、北朝鮮の金正恩委員長と会談した。その会談の席で、金正恩は鄭義溶に対して南北首脳会談を4月に開催することで合意した。
これを受けて鄭義溶はソウルへ帰国し、文に対して金正恩との会談結果を報告した後に文の特使としてアメリカへ渡航してワシントンD.C.のホワイトハウスを訪問し、アメリカのドナルド・トランプ大統領に対して「金正恩委員長がアメリカ合衆国大統領と会談したい意向がある」と、金正恩からのメッセージを伝えた。これに対してトランプは「金正恩からの要請に応じよう」と答え、アメリカ合衆国大統領として朝鮮民主主義人民共和国最高指導者との会談に打って出ることを表明した。

## 開催まで

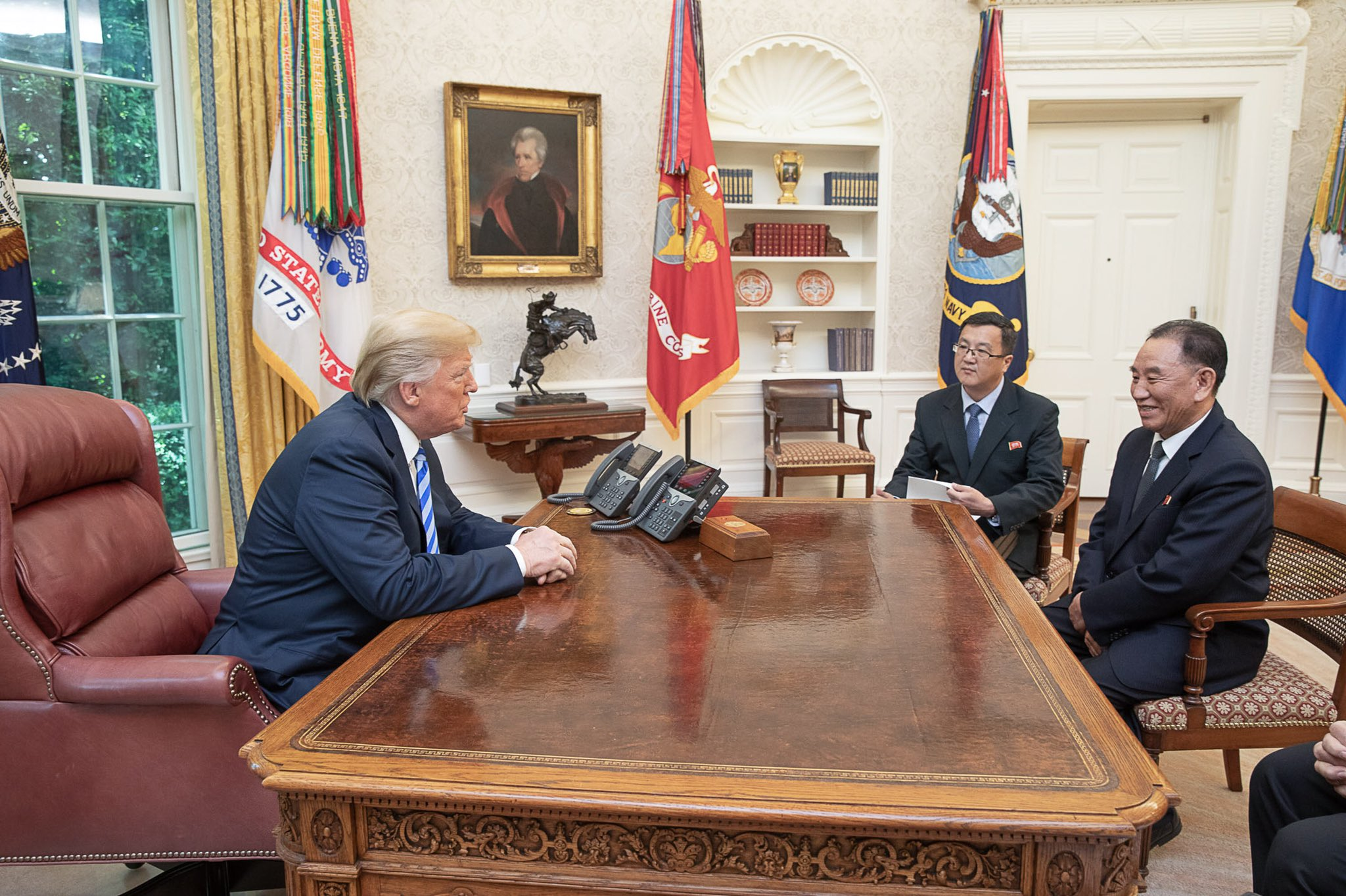
アメリカのドナルド・トランプ大統領と北朝鮮の金英哲朝鮮労働党副委員長

金正恩は2018年3月25日に最高指導者就任後の初外遊で中国を訪問しており、中国の習近平総書記と米朝・南北首脳会談の事前協議を行っていたとされる。直前の5月7日にも再び訪中して習近平総書記と米朝首脳会談の事前調整を行ったとされる。
2018年5月24日にトランプは「6月12日に予定していた米朝首脳会談を中止する」との書簡を金正恩に送り、発表した。トランプは北朝鮮当局者が同国を牽制する発言をしたペンス副大統領を「愚かで無知」と述べたコメントを引用し、「怒りと敵意に満ちた中での会談は望ましくない」として「中止する」との意向を示した。ただしトランプは、依然として6月12日に行い得ると述べた。
2018年6月1日にはアメリカを訪問している北朝鮮の金英哲朝鮮労働党副委員長がトランプと会談し、会談終了後にトランプが予定通り6月12日に米朝首脳会談を開催すると発表した。
2018年6月9日に北朝鮮先遣団約100名が中国国際航空（AirChina：CA）60便A330-200型機（登録番号：B-6130）で到着した。
2018年6月10日に先行して金正恩専用特別車両輸送機の高麗航空（AirKoryo:JS）便名不明Il-76MD型機（登録番号：P-914）が到着車両準備後、金正恩の乗った中国国際航空61便ボーイング747-400型機（登録番号：B-2447）、帯同機の高麗航空（政府専用機?）便名不明Il-62M型機（登録番号：P-885）が到着した。なお、会談後の13日も金正恩は中国機で平壌に帰国した。

## 開催場所・日時

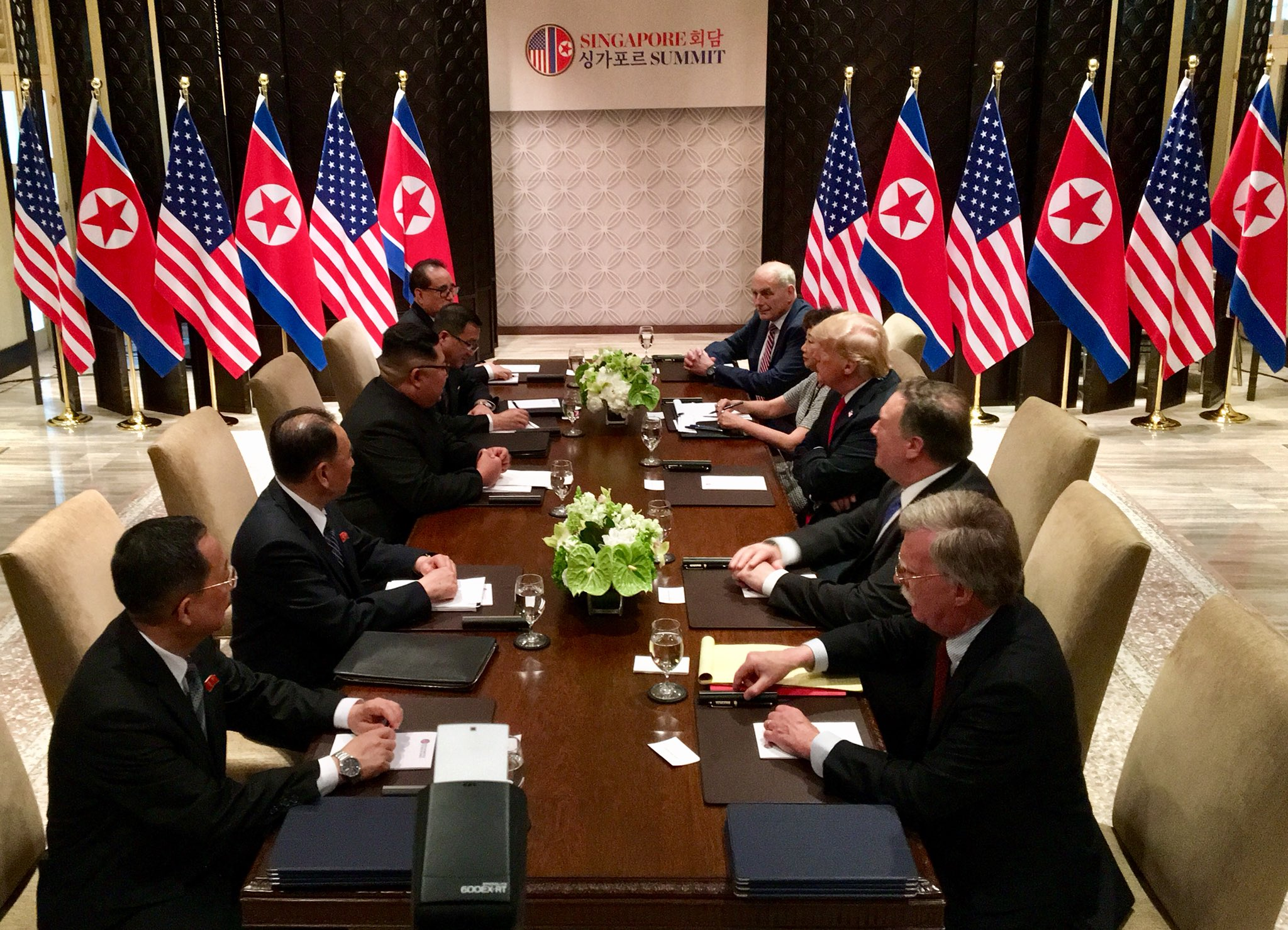
米朝首脳と政府幹部の会合

アメリカ及び北朝鮮の最高指導者による会談の開催地・日時については、2018年4月時点では未定で両国による水面下の調整が行われていたとされる。
トランプは首脳会談開催地については「（南北首脳会談が開催された）板門店の韓国側施設『平和の家』でやれば素晴らしいものになる」としているが、一方では「シンガポールを含め、複数の国も候補に挙げて検討している」と語った。
北朝鮮側からは開催地・日時に対する公式な反応は示されていないが、金正恩の専用機が旧式のイリューシンIL-62である為航続距離に難点があることから平壌から遠距離にある欧州での開催は難しいという認識があり、シンガポール・ウランバートル（モンゴル）・さらに中立国であるスイス・スウェーデンを候補に挙げているとの情報があった。
そしてトランプは5月10日に金正恩との会談について「2018年6月12日にシンガポールにて開催する」ことを自らのツイッターにて発表した。
6月5日に米朝首脳会談の開催場所がホワイトハウスのサラ・ハッカビー・サンダース報道官によって発表された。同氏は6月5日にツイッターで「トランプ大統領と金正恩委員長の会談場所は、セントーサ島のホテル『カペラ』だ」と公表し、宿泊先はトランプはシャングリ・ラ・ホテル・シンガポール、金正恩はホテル・セントレジス・シンガポールとなった。

## 共同声明

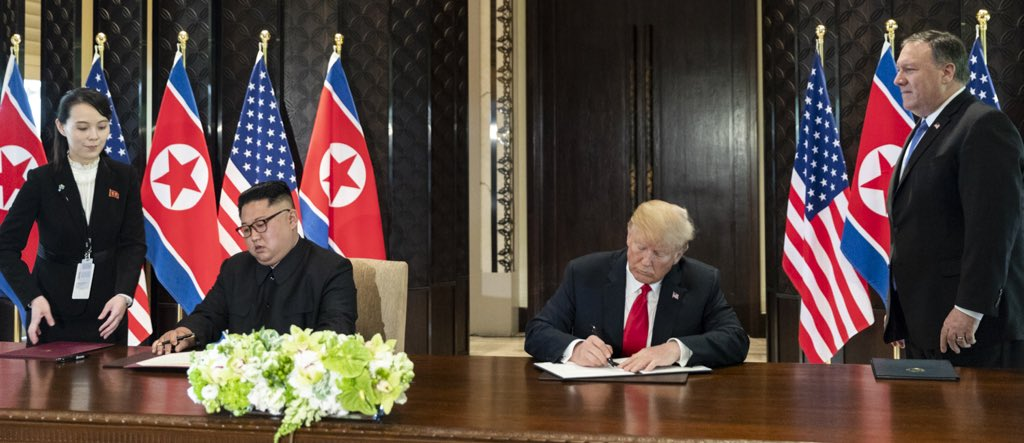
共同声明に署名するアメリカのトランプ大統領（中央右）と北朝鮮の金正恩委員長（中央左）。
介添え役として、金与正朝鮮労働党宣伝扇動部第一副部長（左端）とマイク・ポンペオ国務長官（右端）が陪席している。

## 日本政府の対応
日本政府は情報収集の為に谷内正太郎国家安全保障局長と金杉憲治外務省アジア大洋州局長の2名の政府幹部を2018（平成30）年6月10日からシンガポールに派遣した。また、会談後のトランプの来日への調整を行った。
| 月日    | 会談形式         | 当事者                                     |
| ------- | ---------------- | ------------------------------------------ |
| 4月18日 | 日米首脳会談     | 安倍総理とドナルド・トランプ大統領         |
| 4月28日 | 日米首脳電話会談 | 安倍総理とドナルド・トランプ大統領         |
| 4月30日 | 日米外相会談     | 河野太郎外務大臣とマイク・ポンペオ国務長官 |
| 5月10日 | 日米首脳電話会談 | 安倍総理とトランプ大統領                   |
| 5月23日 | 日米外相会談     | 河野外務大臣とポンペオ国務長官             |
| 5月28日 | 日米首脳電話会談 | 安倍総理とトランプ大統領                   |
| 6月6日  | 日米外相会談     | 河野外務大臣とポンペオ国務長官             |
| 6月7日  | 日米首脳会談     | 安倍総理とトランプ大統領                   |